# Joop van der Horst
Joop van der Horst (ur. 5 sierpnia 1949 w Lejdzie) – holenderski językoznawca, popularyzator nauki. Zajmuje się językoznawstwem historycznym, składnią, morfologią, socjolingwistyką i fonetyką.
Studiował język i literaturę holenderską na Uniwersytecie w Lejdzie. W 1975 r. uzyskał magisterium. W 1986 r. obronił rozprawę doktorską pt. Historische grammatica en taaltekens na Uniwersytecie w Amsterdamie.
Piastował stanowisko profesora języka holenderskiego na Uniwersytecie w Lejdzie, obecnie związany z uczelnią jako profesor emeritus.

## Wybrana twórczość
- Historische Grammatica en Taaltekens (1986)
- Het einde van de standaardtaal; een wisseling van Europese taalcultuur (2008)
- Met oog op morgen; opstellen over taal, taalverandering en standaardtaal (2010)
- Taal op drift; lange-termijnontwikkelingen in taal en samenleving (2013)